# Hauptmann (priimek)
Hauptmann je priimek v Sloveniji, ki ga je po podatkih Statističnega urada Republike Slovenije na dan 1. januarja 2010 uporabljalo 7 oseb.  

## Znani slovenski nosilci priimka
- Ferdo Hauptmann (1919—1987), zgodovinar
- Franc Hauptmann (1847—1925), šolnik
- Ljudmil Hauptmann (1884—1968), zgodovinar, univerzitetni profesor

## Znani tuji nosilci priimka
- Alfred Hauptmann (1881—1948), nemški zdravnik
- Carl Hauptmann (1858—1921), nemški pisatelj
- Franc Hauptmann (1847—1925), avstrijski fizik
- Gerhart Hauptmann (1862—1946), nemški dramatik, nobelovec leta 1912
- Ivo Hauptmann (1886—1973), nemški slikar
- Moritz Hauptmann (1792—1868), nemški skladatelj in violinist